# الکس راندو
الکس راندو (انگلیسی: Alex Rando؛ زادهٔ ۱۵ آوریل ۲۰۰۱) بازیکن فوتبال اهل ایالات متحده آمریکا است.